# Islote Pequeño Robredo
Islote Pequeño Robredo är en ö i Argentina.   Den ligger i provinsen Chubut, i den södra delen av landet, 1 300 km sydväst om huvudstaden Buenos Aires.
Terrängen på Islote Pequeño Robredo är mycket platt. Öns högsta punkt är 6 meter över havet.